# Lagynochthonius arctus
Lagynochthonius arctus es una especie de arácnido  del orden Pseudoscorpionida de la familia Chthoniidae.
Se encuentra en Nueva Guinea.